# فيكوفارو
فيكوفارو هي كومونا تقع في مدينة روما في منطقة لازيو الايطالية وتبعد حوالي 45 كيلو متر (28ميل)شمال شرق روما.

## تاريخ
منطقة فايكوفارو كانت معمورة بالسكان في وقت مبكر من العصر الحجري الحديث، كما تشهد على ذلك البقايا التي يعود تاريخها إلى هذه الفترة إلى العصر البرونزي خلال الهيمنة في القرن الثالث عشر، كانت إقطاعية لأورسيني.

## المعالم السياحية السياحية
- بلأمور سينسي بولونيتي، مقر سابق للأوسيني، ويتضمن أجزاء من روكا (القلعة) بأبراج. اسطوانيه وبقايا رصيف ومددخل مع قوس من الرخام القوطي من القرن الرابع عشر.
- كنيسة سلامة جياكومو، بتكليف من جيوفاني أنطونيو أورسيني إلى جيوفاني دالماتا (الجزء العلوي) وغيرها (الجزء السفلي).
- كنيسة سان بيترو (القرن السابع عشر)
- دير سان كوزيماتو (القرن السادس)

## روابط خارجيه
- Chisholm, Hugh, ed. (1911). "Varia" . Encyclopædia Britannica (بالإنجليزية) (11th ed.).